# 구자체

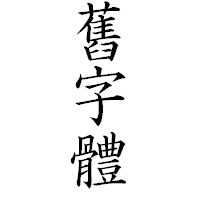

구자체(舊字體, 旧字体)는 일본에서 일본 제국의 패망 이전때까지 통용되었던 한자를 가리킨다. 구자체는 대한민국과 조선민주주의인민공화국, 중화민국, 홍콩, 마카오에서 사용하는 정체자 한자와 동일하다. 사용하였던 시기는 일본 제국의 제2차 세계 대전 이전 당시가 최고 고조기였고, 1946년에 제정된 신자체를 정식으로 통용하게 됨에 따라 이에 대비되는 한자라고 가리킨다.
현대 일본어에서는 신자체가 많이 사용되지만, 현재도 인명이나 고유명사에서 간혹 구자체를 사용하는 경우가 있다.

## 같이 보기
- 신자체
- 정체자